# Preço dinâmico
Preço dinâmico é uma política de precificação onde, através da adoção de instrumentos de controle de preço de forma dinâmica, ajustando o mesmo conforme variação de outras variáveis econômicas envolvidas.
Essa política contribui para que comprador e vendedor encontrem, através da negociação (barganha), a condição que permite o cruzamento das suas curvas de oferta e de demanda (procura).
Como a negociação, do lado do vendedor, ocorre sob o rigor matemático fornecido pelos instrumentos de controle, ela estará é conduzida de forma monitorarada com impacto econômico que uma decisão provoca nos objetivos previamente estabelecidos pelos gestores econômicos do negócio.
Como pré-requisito para adoção dessa política, é necessário rever os conceitos de custos, preços, margens e volume de venda, bem como compreender a relação entre essas variáveis no composto econômico dos preços.
Como resultado, os processos de negociação, do lado do vendedor, monitoram como tais variáveis se compensam economicamente, e a partir dessa compreensão, os preços são flexibilizados.

## Consulte também
- SARTORI, Eloi.(2004).Gestão de Preços - Estratégia de Flexibilização, Fidelização de Clientes e Aumento da Rentabilidade. São Paulo: Atlas, 2004
- SARTORI, Eloi.(2008).Gestão pelo Valor moldando a Estratégia.
- «Como funciona o preço dinâmico ?», no canal Nexo Jornal do YouTube